# Mesnil-Raoul
Mesnil-Raoul is een gemeente in het Franse departement Seine-Maritime (regio Normandië) en telt 725 inwoners (1999). De plaats maakt deel uit van het arrondissement Rouen.

## Geografie
De oppervlakte van Mesnil-Raoul bedraagt 6,8 km², de bevolkingsdichtheid is 106,6 inwoners per km².
De onderstaande kaart toont de ligging van Mesnil-Raoul met de belangrijkste infrastructuur en aangrenzende gemeenten.

## Demografie
Onderstaande figuur toont het verloop van het inwonertal (bron: INSEE-tellingen).